# Tasso, Panasz és diadal
A Tasso, Panasz és diadal, Gyász és diadal magyar alcímmel is előfordul (Tasso, Lamento e trionfo) Liszt Ferenc szimfonikus költeménye (S.96), amelynek végleges változatát 1854-ben mutatták be Weimarban Liszt vezényletével.

## A mű születése
Weimarban 1849-ben ünnepséget rendeztek Johann Wolfgang von Goethe születésének századik évfordulója alkalmából. Ebből az alkalomból a költő Torquato Tasso című drámáját tervezték előadni a weimari színházban. Ennek az előadása elé nyitányt rendeltek Liszttől, az udvari karmestertől és zeneszerzőtől. Liszt gyorsan elkészült a darabbal, amit munkatársa, August Conradi hangszerelt, majd az augusztus 28-i bemutatót Liszt vezényelte.
A nyitány azonban mégsem Goethéből indult ki (Liszt valójában nem is szerette Goethét), hanem két egészen eltérő forrásból. George Byron is írt egy Tasso panasza (The Lament of Tasso) című költeményt, amely tulajdonképpen az önkény áldozataként szenvedő Tasso keserű monológja. Tasso, a költő történetéhez azt kell tudni, hogy elmebetegként bezárták az őrültek házába. Nem tudni, valóban beteg volt, vagy II. Alfonz, Este hercegének áldozata volt. Goethe drámája az önfegyelmet, annak szükségességét állítja a középpontba, Byron viszont az önkénnyel elnyomott költőt ábrázolja. A darab születésének másik, kiinduló pontként fontos momentuma egy korábbi velencei emlék volt: 1840-ben nyaralt az olasz városban, amikor meghallotta a gondolások dalát, akik Tasso Megszabadított Jeruzsálemét énekelték. Lisztet meglepte, meghatotta az eset, és le is jegyezte a dallamot (ez lett a darab alapmotívuma). A későbbi előszóban így írt erről: „Tasso Ferrarában szeretett és szenvedett, Rómában megdicsőült, Velencében pedig mindmáig él a nép dalaiban.” Sajátos ellentmondás: egy Goethe-dráma előjátékaként egy Byron-ihlette nyitány hangzik el…
A nyitányból Liszt szimfonikus költeményt szándékozott írni. „A nyitány a programzene igaz előhírnöke, s azt mondhatnók, hogy a programzene előjogát magával hozta a világra” – írta Liszt. A szimfonikus költeménnyel 1854-re készült el, a kisebb-nagyobb igazításokon kívül egy quasi Menuetto középrészt illesztett bele, és a záró indulózene méretét is megnövelte, amúgy igazi „lisztferencesen”. Liszt a Byron-féle szemléletet tette magáévá, azzal, hogy ő az igazság diadalmas győzedelmeskedését is szemléltetni akarta, mert a panaszt, a gyászt a diadalnak is követnie kell. Ezt fejezi ki majd az alcímmel, és ezt írja le az előszóban. A munkában ismét közreműködtek munkatársai, de az ő munkájukat Liszt állandóan javítgatta, Joachim Raff végül gyakorlatilag már csak kottamásolóként segítette munkáját. A szüntelen, folyamatos csiszolgatás szorosan hozzátartozott Liszt munkamódszeréhez. Erre a weimari zenekar lehetőséget is biztosított, módja volt a zenekari hangzással kísérletezni. Egyik barátjának így írt erről: „…az itteni zenekar … megbarátkozott szimfonikus költeményeimmel, s elég lendületet is visz beléjük. Nem egy hasznos tapasztalatot köszönhetek neki a sok próba során. … elmondhatom, nem kíméltem se szorgalmat, se fáradságot a problémák megoldásáért, hogy felépítésben és hangszerelésben arányosnak lássam műveimet.” A szimfonikus költeménnyé átdolgozott végleges változat (ennek hangszerelése már teljes egészében a sajátja) premierje 1854. április 19-én, egy udvari hangversenyen volt a nagyhercegi palotában, természetesen Liszt vezényelt. A Lamento e trionfo alcímet 1856-ban adta a Breitkopf und Härtelnél nyomtatásban megjelent utolsó változathoz, ugyanakkor francia nyelvű előszót is írt a művéhez. Ebben a következőt (is) írja: Byron „bármilyen megkapóan, nemesen és ékesszólóan tolmácsolta a rabságban sínylődő Tasso panaszát, szívet tépő fájdalmát a Lamentációban, ezt nem egészítette a Diadallal, amellyel a kései, de annál fényesebb igazságszolgáltatás övezte… Ezt az ellentétet én már a mű címében világosan ki akartam fejezni, és arra törekedtem, hogy hangokkal ábrázoljam az égbekiáltó ellentmondást…”
A darab ajánlása Carolyne zu Sayn-Wittgenstein hercegnőnek szólt. A műnek készültek zongorára átírt változatai is: négykezes (S.590) és két zongorás (S.636).

## A zene
Azzal, hogy Lisz a Lamento és a Trionfo közé beillesztett egy táncszerű menüettet, a Tasso háromtételessé vált, ami azonban egyetlen összefogott tételként jelenik meg. A mű egyetlen témára, a velencei Tasso-dallamra épül (monotematikus), s mint ilyen, szimfonikus variációsorozatként értelmezhető. Érdekes, hogy a gondolás dallamban magyaros jelleget lehet felfedezni, erről Szabolcsi Bence is írt: „…bizonyos fajtájú olasz melodikát Liszt, ösztönösen vagy öntudatosan, mélyen rokonnak érzett a magyarral…” A mű a népszerű Liszt-művek közé tartozik, nem túl hosszú, egységes, mégis változatos képet mutató darab.
A szimfonikus költemény három fő részre osztható, alaphangneme c, az elején c-moll, a végén C-dúr. A lassú Adagio mesto (1–163. ütem) a költő szenvedését, kínjait ábrázolja. A középső rész az utólag beillesztett quasi Menuetto (164–346. ütem), a ferrarai udvar gondtalan életét mutatja be. A záró gyorstétel, az Allegro con molto brio, a Moderato pomposo feliratú kódával (347–583. ütem) a költő megdicsőüléséről, posztumusz római diadaláról szól. A három rész között összekötő-tagoló szakaszok helyezkednek el: az első és a második között a Lento, a második és a harmadik között a Strepitoso és a Lento visszatérése.
A mű hangszerelése: piccolo, két fuvola, két oboa, két klarinét, két fagott, négy kürt, üstdob, triangulum, kisdob, nagydob, cintányér, hárfa, vonósok. A szimfonikus költemény előadása általában 19–20 percnyi időt vesz igénybe.